# Ultimate Fantastic Four
Ultimate Fantastic Four (рус. Современная Фантастическая четвёрка) — американская серия комиксов об альтернативной версии команды супергероев Фантастической четвёрке (ФЧ), публиковавшаяся издательством Marvel Comics в 2004—2009 годах под импринтом Ultimate Marvel, в рамках которого «осовременивались» истории персонажей вселенной Marvel. 60 выпусков онгоинга и 2 спецвыпуска-ежегодника публиковались наряду с другими перезапусками, такими как Ultimate Spider-Man, Ultimate X-Men и The Ultimates. В России большинство номеров выпущено издательством «Комикс».
В новой вымышленной вселенной (Земля-1610) члены Фантастической четвёрки имеют сходство с оригинальными персонажами (Земля-616), созданными Стэном Ли и Джеком Кирби, однако различаются в деталях биографии. По сюжету, команда гораздо моложе оригинальной. События сосредоточены вокруг Рида Ричардса, Бена Гримма, а также брата и сестры Джонни и Сьюзан Шторм, которые после неудавшегося эксперимента получают суперспособности: Рид получает возможность растягиваться, Сью — управлять силовым полями и становиться невидимой, Джонни — самовоспламеняться и летать, а Бен — сверхчеловеческую силу и твёрдую, как камень, «кожу».

## История публикаций
До получения собственной серии в рамках Ultimate Marvel персонажи отметились три раза. В The Ultimates #2 (февраль 2002) Тони Старк упоминает Фантастическую четвёрку в разговоре с Ником Фьюри. В Ultimate Spider-Man #33 была упомянута статья Рида Ричардса, которую читали молодые родители Питера Паркера. А в Ultimate Marvel Team-Up #9 фигурирует сама команда, не отличающаяся от версии с Земли-616, за что впоследствии выпуск был признан вне канона.
Онгоинг был начат в феврале 2004 года сценаристами Брайаном Майклом Бендисом, Марком Милларом и художником Адамом Кубертом, проработавшими 6 номеров. За ними последовали 12 выпусков Уоррена Эллиса, первую половину которых рисовал Стюарт Иммонен, а вторую — вновь Куберт. Следующим художником выступил Джэ Ли, в паре с которым 2 выпуска проработал Майк Кэри, завершив первую треть онгоинга, после чего Миллар вернулся ради первого ежегодника и последующей дюжины выпусков, проиллюстрированной Грегом Лэндом. Затем писать серию вновь взялся Кэри, начав со второго ежегодника, в котором представлены сразу два художника: Иммонен и Фрейзер Ирвинг. На ране Майка отметились различные художники: 6 номеров нарисовал Паскаль Ферри, 3 — Марк Брукс и Скотт Колинз, затем ещё 5 — Ферри, 3 — снова Брукс, после чего Тайлер Киркхэм 4 выпуска проиллюстрировал в одиночку и 4 — вместе с Эриком Басальдуа. Эта же команда художников со сценаристом Джо Покаски завершила серию к апрелю 2009 года тремя выпусками, относящимися к кроссоверу Ultimatum, после чего был издан ваншот-эпилог Ultimatum: Fantastic Four Requiem.
Таким образом, библиография команды включает:
- Ultimate Fantastic Four #1—60;
- Ultimate Fantastic Four Annual #1—2;
- Ultimate Galactus Trilogy[англ.]:
  - Ultimate Nightmare #1—5,
  - Ultimate Secret #1—4,
  - Ultimate Extinction #1—5;
- Ultimate X4[англ.] #1—2;
- Ultimate Power[англ.] #1—9;
- Ultimate Fantastic Four/X-Men Annual;
- Ultimate X-Men/Fantastic Four Annual;
- Ultimatum: Fantastic Four Requiem.

### Сюжетные арки

#### «Фантастика» (#1—6)
Молодой Рид Ричардс нанимается на работу в правительственный аналитический центр после того, как на него подействовали его эксперименты.

#### «Дум» (#7—12)
Рид и его друзья должны научиться приспосабливаться к новой ситуации. Виктор ван Дамм, также пострадавший в аварии, решает отомстить.

#### «Негативная Зона» (#13—18)
Первая встреча с причудливым и садистским пришельцем Нихилом. Рид снаряжает космический шаттл, и ФЧ используют его для путешествия в N-зону, параллельную вселенную, переживающую тепловую смерть, энтропийное состояние, которое сигнализирует о конечном конце этой вселенной. Нихил возвращается за ними на Землю и погибает, сражаясь с ФЧ и пытаясь захватить мир.

#### «Вундеркинд» (#19—20)
Четвёрка подвергается нападению и похищению Роны Бёрчилл, которая за день до приезда Рида провалила тест в Здании Бакстера. Бен, Сью и Джонни попадают в плен, но Рид оживляет их. После короткой схватки Рона сбегает, используя своеобразную защиту от голографического дублирования. Не зная, кто из них настоящая Рона, команде ничего не остаётся, кроме как как отпустить её. Позже Рид получает странное сообщение от кого-то, кто подозрительно на него похож…

#### «Переход» (#21—23)
Рид получает сообщение от старой версии самого себя из альтернативного измерения. После перехода Рид обнаруживает, что его обманули, и это — альтернативная Земля, где все супергерои превратились в зомби.

#### «Гробница Нэмора» (#24—26)
Рид, Сью и Бен исследуют Атлантиду в батискафе. Нэмор всплывает на поверхность, и ФЧ подчиняют его себе, причём Рид отмечает, что сила Нэмора «совершенно зашкаливает». Нэмор выступает с различными угрозами, делая неверный романтический выпад в сторону Сью. Он уходит, пригрозив Нью-Йорку морским гигантом и получив поцелуй от Сью в качестве платы за непотопление города.

#### «Нелюди» (Annual#1)
Четвёрка сталкивается с нелюдем Кристалл, и Джонни влюбляется в неё с первого взгляда. Девушка сбежала из Аттилана, потому что не хочет выходить замуж за Максимуса, брата Чёрного Грома. ФЧ помогают ей избежать брака, и она награждает Джонни поцелуем перед уходом нелюдей.

#### «Президент Тор» (#27—29)
Фантастическая четвёрка отправляется в прошлое, пытаясь предотвратить несчастный случай, в результате которого они получили свои силы. В результате история меняется так, что Тор становится президентом США, а почти все жители Земли получают сверхспособности благодаря Скруллам. Бен — единственный оставшийся без силы человек, и он использует этот факт, чтобы исправить временную линию.

#### «Кошмар» (#30—32)
Джонни осталось жить всего неделю, и помочь ему может только Доктор Дум. Тем временем Ужасающая четвёрка сбегает. Бен проводит время с Алисией. Доктор Дум заразил Джонни, и тот вылечивает его, поменявшись телами с Ридом. Дум сражается с Ужасающей четвёркой, а также изгоняет себя во Вселенную зомби вместе с паразитом из тела Джонни.

### Коллекционные издания

#### В мягкой обложке
| Название                              | Включённые выпуски | Страниц | Дата выхода    | ISBN                                                      |
| ------------------------------------- | --- | ------- | -------------- | --------------------------------------------------------- |
| Volume 1: The Fantastic               | Ultimate Fantastic Four #1—6 | 144     | 2004           | 0-7851-1393-2, 0785178287 и 9780785178286                 |
| Volume 2: Doom                        | Ultimate Fantastic Four #7—12 | 144     | 2004           | 0-7851-1457-2 и 978-0785114574                            |
| Volume 3: N-Zone                      | Ultimate Fantastic Four #13—18 | 144     | 2005           | 0-7851-1495-5 и 978-0785114956                            |
| Volume 4: Inhuman                     | Ultimate Fantastic Four #19—20, Ultimate Fantastic Four Annual #1 | 96      | 2005           | 0-7851-1667-2, 1415637415, 978-0785116677 и 9781415637418 |
| Volume 5: Crossover                   | Ultimate Fantastic Four #21—26 | 144     | 12 апреля 2006 | 0-7851-1802-0, 0785182284 и 9780785182283                 |
| Volume 6: Frightful                   | Ultimate Fantastic Four #27—32 | 144     | 2006           | 0-7851-2017-3 и 978-0785120179                            |
| Volume 7: God War                     | Ultimate Fantastic Four #33—38 | 144     | 11 апреля 2007 | 0-7851-2174-9 и 9780785121749                             |
| Volume 8: Devils                      | Ultimate Fantastic Four #39—41, Ultimate Fantastic Four Annual #2 | 112     | 4 июля 2007    | 0-7851-2450-0                                             |
| Volume 9: Silver Surfer               | Ultimate Fantastic Four #42—46 | 120     | 2 января 2008  | 0-7851-2547-7 и 9780785125471                             |
| Volume 10: Ghosts                     | Ultimate Fantastic Four #47—53 | 168     | 2 июля 2008    | 0-7851-2898-0 и 9780785128984                             |
| Volume 11: Salem’s Seven              | Ultimate Fantastic Four #54—57 | 106     | 2008           | 0-7851-2447-4, 0785124470 и 978-0785124474                |
| Ultimatum: X-men/Fantastic Four       | Ultimate Fantastic Four #58—60, Ultimate X-Men #98—100 | 152     | 2009           | 0-7851-3433-6 и 978-0785134336                            |
| March on Ultimatum (Ultimate Annuals) | Ultimate Fantastic Four/Ultimate X-Men Annual #1, Ultimate X-Men/Ultimate Fantastic Four Annual #1, Ultimate Captain America Annual #1, Ultimate Hulk Annual #1, Ultimate Spider-Man Annual #3 | 176     | 2009           | 978-0785135647                                            |
| Ultimatum: Requiem                    | Ultimatum: Spider-Man Requiem #1—2, Ultimatum: Fantastic Four Requiem #1, Ultimatum: X-Men Requiem #1                                                                                          | 128     | 2010           | 0785139265 и 978-0785139263                               |

На русском языке вышло лишь одно коллекционное издание в мягкой обложке:
- Marvel Зомби. Дни мертвецов :  [рус.]. — М. : Зодиак, 2017. — Август. — 262 с. — Содерж.: «Marvel Зомби: Дни мертвецов[англ.]», «Современная Фантастическая Четвёрка» #21—23, 30—32, «Чёрная Пантера. Том 4» #28—30. — 3500 экз. — ISBN 978-5-9909831-0-6.

#### В твёрдой обложке
| Том                                              | Включённые материалы | Страниц                            | Дата выхода                        | ISBN                                                                    |
| Ultimate Fantastic Four Collection               | Ultimate Fantastic Four Collection | Ultimate Fantastic Four Collection | Ultimate Fantastic Four Collection | Ultimate Fantastic Four Collection                                      |
| ------------------------------------------------ | --- | ---------------------------------- | ---------------------------------- | ----------------------------------------------------------------------- |
| 1                                                | Ultimate Fantastic Four #1—12 |                                    |                                    | 0-7851-1458-0                                                           |
| 2                                                | Ultimate Fantastic Four #13—20; Ultimate Fantastic Four Annual #1 | 240                                | 2 августа 2006                     | 0-7851-2058-0 и 9780785120582                                           |
| 3                                                | Ultimate Fantastic Four #21—32 | 296                                | 4 июля 2007                        | 0-7851-2603-1 и 9780785126034                                           |
| 4                                                | Ultimate Fantastic Four #33—41; Ultimate Fantastic Four Annual #2; Ultimate X-Men/Ultimate Fantastic Four; Ultimate Fantastic Four/Ultimate X-Men                                                                                           | 320                                | 28 ноября 2007                     | 0-7851-2872-7 и 9780785128724                                           |
| 5                                                | Ultimate Fantastic Four #42—53 | 280                                | 2008                               | 0-7851-3082-9 и 9780785130826                                           |
| 6                                                | Ultimate Fantastic Four #54—57; Official Handbook of the Ultimate Marvel Universe #1—2; Ultimate Secrets | 256                                | 26 августа 2009                    | 0-7851-3781-5 и 9780785137818                                           |
| Ultimatum: X-men/Fantastic Four Premiere Edition | Ultimate Fantastic Four #58—60, Ultimate X-Men #98—100 | 144                                | 2009                               | 0785134328 и 978-0785134329                                             |
| March on Ultimatum: Premiere Edition             | Ultimate Fantastic Four/Ultimate X-Men Annual #1, Ultimate X-Men/Ultimate Fantastic Four Annual #1, Ultimate Captain America Annual #1, Ultimate Hulk Annual #1, Ultimate Spider-Man Annual #3                                              | 176                                | 2009                               | 0785138145 и 978-0785138143                                             |
| Ultimatum: Requiem                               | Ultimatum: Spider-Man Requiem #1—2, Ultimatum: Fantastic Four Requiem #1, Ultimatum: X-Men Requiem #1 | 128                                | 2009                               | 0785139257 и 978-0785139256                                             |
| Ultimatum Companion                              | Ultimate Fantastic Four #58—60, Ultimatum Fantastic Four: Requiem, Ultimate Spider-Man #129—133, Ultimatum Spider-Man: Requiem #1—2, Ultimate X-Men #98—100, Ultimatum X-Men: Requiem, March on Ultimatum Saga, Marvel Spotlight: Ultimatum | 488                                | 15 июня 2011                       | 0785155074 и 978-0785155072                                             |
| Ultimate Fantastic Four Omnibus                  | |                                    |                                    |                                                                         |
| 1                                                | Ultimate Fantastic Four #1—32, Annual #1 | 856                                | 18 марта 2025                      | 978-1302963668 (Stuart Immonen cover) 978-1302963675 (Jae Lee DM cover) |

## Персонажи

### Антагонисты
- Артур Молкевич / Человек-крот, управляющий подземными созданиями под названием молоиды;
- Виктор Ван Дамм / Доктор Дум — гений. По заявлению отца, Ван Даммы — потомки Влада Дракулы; таким образом, Виктор является родственником вампира Морбиуса[3].
- Нихил — пришелец из Негативной Зоны;
- Нэмор;
- Рона Бёрчилл — юная вундеркинд;
- Танос;
- Ужасающая четвёрка — зомбифицированные двойники команды.

### Второстепенные персонажи
- Серебряный Сёрфер

## Критика
Первый номер Ultimate Fantastic Four получил смешанные отзывы. В одном из обзоров на сайте ComicBookRoundUp говорится, что выпуск дарит ощущение открытия новой вселенной, а также надежду на привлечение новых читателей. В вердикте ретро-обзора на сайте Major Spoilers говорится: «Видно, что художественная работа была сделана наспех, а аляповатая раскраска и серия банальных виньеток создают комикс, который не удался ни на йоту».
Давид Пириянц в обзоре импринта Ultimate Marvel для сайта GeekCity назвал Ultimate Fantastic Four «отборным piece of shit» и самой плохой серией о команде: «Избегайте этот комикс, не думайте о нём и уж точно никогда не вспоминайте». По его мнению, культовые образы персонажей супергероики были стерилизованы, например, Танос получился у авторов «абсолютно клишированным и незапоминающимся захватчиком категории C» из низкобюджетного научно-фантастического сериала, Га Лак Тус .

## Влияние
- Кинофильм «Фантастическая четвёрка» 2015 года частично основывается на Ultimate Fantastic Four[8].